# Frithjof Ulleberg
Frithjof Ulleberg (Oslo, 1911. szeptember 10. – 1993. január 31.) norvég labdarúgó-fedezet.